# UEFA 유로 2024 개최국 선정
이 문서는 UEFA 유로 2024 개최국 선정 과정을 다룬다.

## 개최국 선정 기준
유럽 축구 연맹(UEFA)은 2016년 12월 9일에 UEFA 유로 2024 유치에 관한 기준을 공개했다. UEFA 유로 2024를 유치하려는 국가는 유엔이 명시한 사업·인권에 관한 규정, 인권 존중 규정을 준수해야 한다.
UEFA 유로 2024를 유치하려는 국가는 10개의 경기장이 필요하며 최소 3가지 조건을 갖추어야 한다.
- 수용 인원이 50,000명 이상인 경기장 3개 (수용 인원이 60,000명 이상인 경기장은 최소 1개가 필요함)
- 수용 인원이 40,000명 이상인 경기장 3개
- 수용 인원이 30,000명 이상인 경기장 4개

## 개최국 선정 일정
- 2016년 12월 9일: UEFA 유로 2024 유치 입후보 시작
- 2017년 3월 3일: UEFA 유로 2024 유치 입후보 마감
- 2017년 3월 10일: UEFA 유로 2024 유치 신청 국가 발표
- 2017년 3월 17일: UEFA 유로 2024 유치 신청 국가에 관한 요구 사항이 담긴 서한 전달
- 2017년 4월 27일 ~ 4월 28일: UEFA 유로 2024 유치 신청 국가 워크숍
- 2018년 4월 27일: UEFA 유로 2024 유치 설명서 제출
- 2018년 9월 21일: UEFA 유치 평가 보고서, UEFA 유로 2024 유치 신청 국가의 유치 설명서 발행
- 2018년 9월 27일: UEFA 유로 2024 개최국 발표

## 입후보 상세 정보

### 독일
- 베를린 - 베를린 올림픽 스타디움 (74,461명)
- 뮌헨 - 알리안츠 아레나 (70,076명)
- 도르트문트 - 지그날 이두나 파르크 (65,849명)
- 겔젠키르헨 - 펠틴스 아레나 (54,740명)
- 슈투트가르트 - 메르세데스-벤츠 아레나 (54,697명)
- 함부르크 - 폴크스파르크슈타디온 (52,245명)
- 뒤셀도르프 - 메르쿠어 슈필 아레나 (51,031명)
- 쾰른 - 라인에네르기슈타디온 (49,827명)
- 라이프치히 - 레드불 아레나 (49,539명)
- 프랑크푸르트암마인 - 코메르츠방크 아레나 (48,387명)

### 튀르키예
- 앙카라 - 앙카라 5월 19일 경기장 (65,307명)
- 안탈리아 - 안탈리아 아레나 (43,616명)
- 부르사 - 팀사흐 아레나 (43,331명)
- 에스키셰히르 - 에스키셰히르 예니 아타튀르크 경기장 (34,930명)
- 가지안테프 - 가지안테프 아레나 (35,219명)
- 이스탄불 - 아타튀르크 올림픽 스타디움 (92,208명)
- 이스탄불 - 튀르크 텔레콤 아레나 (53,611명)
- 이즈미트 - 코자엘리 경기장 (34,712명)
- 코니아 - 토르쿠 아레나 (37,829명)
- 트라브존 - 셰놀 귀네슈 스타디움 (43,233명)

## 투표
UEFA 집행위원회는 2018년 9월 27일 스위스 니옹에서 열린 회의에서 UEFA 유로 2024 개최국 선정을 위한 투표를 진행했다. 투표 결과 독일이 UEFA 유로 2024 개최국으로 선정되었다. 투표 결과는 다음과 같다.
| 개최국   | 투표 | 결과 |
| -------- | ---- | ---- |
| 독일     | 12   | 개최 |
| 튀르키예 | 4    | -    |